# Otostigmus noduliger
Otostigmus noduliger är en mångfotingart som beskrevs av Karl Wilhelm Verhoeff 1937. Otostigmus noduliger ingår i släktet Otostigmus och familjen Scolopendridae. Inga underarter finns listade i Catalogue of Life.